# Фойер, Иэн
И́эн Э́нтони Фо́йер (англ. Ian Anthony Feuer; 20 мая 1971, Лас-Вегас, Невада, США) — американский футболист, вратарь.

## Биография

### Ранние годы
Иэн — один из шести детей в семье. Родился и вырос в Лас-Вегасе, штат Невада. Его родители — из шоу-бизнеса. Его отец Рон родился и вырос в Бронксе, Нью-Йорк, уйдя из дома в возрасте 16 лет. Он стал музыкантом и гастролировал с певцами Дайаной Росс и Полом Анкой, а также участвовал в последних шоу Элвиса Пресли в Лас-Вегасе. Его мать Расти была шоу-гёрл в Лас-Вегасе и выступала на разогреве у певцов «Крысиной стаи» Фрэнка Синатры и Сэмми Дэвиса-младшего, прежде чем стала агентом актёров, желая быть ближе к Голливуду. В детстве он полюбил футбол, начав играть в возрасте 8 лет, когда по приглашению своего друга Энтони, племянника лас-вегасского гангстера Энтони Спилотро, пришёл в местную детскую команде «Лос-Гатос», так как там не хватало игроков.
Фойер присоединился к другой местной детской команде, «Дженералз», и к 11 годам он стал значительно выше большинства своих сокомандников. Тренер команды Ларри Гриффитс считал его неуклюжим и не собирался оставлять в команде. Однако сын Гриффитса Эрон был другом Фойера и отказался играть, если его друг не будет включён в команду. Гриффитс принял решение переквалифицировать Фойера во вратаря и тренировал его каждую субботу, для улучшения его навыков соорудив футбольный эквивалент бейсбольной питч-машины, чтобы запускать мячи в юного вратаря по восемь часов в день. Гриффитс высоко оценил его решимость и отметил улучшение его игры, сказав, что он прошёл путь от худшего игрока в команде до одного из лучших в штате в 15 лет.
Во время выступлений за «Дженералз» Фойеру было запрещено играть в футбол в США после перепалки с лайнсменом в ходе матча. Пропустив гол, который, по его мнению, был забит из офсайда, он начал спорить с лайнсменом по поводу решения и вступил в физический контакт, из-за чего был удалён с поля. Хотя Фойер утверждает, что лишь положил руку на плечо судьи, чтобы привлечь его внимание, он был обвинён в физическом нападении на судью и получил годичную дисквалификацию.
Когда Фойер с семьёй переехал в Канога-Парк в Южной Калифорнии, он ненадолго отказался от своей цели заняться футболом профессионально, поскольку этот вид спорта стал менее популярным в штате, хотя он и играл за команду старшей школы Канога-Парка в 1986 году. Позже он посещал тренировки местного полупрофессионального клуба «Аутобан», который тренировал Рилдо да Коста Менезес, но ему сказали, что он слишком молод, чтобы играть за взрослую команду. Он увлёкся скейтбордингом и серфингом, но позже посетил футбольный семинар, который проводил Харальд Шумахер, герой его детства, в Таскалусе, штат Алабама, где он был признан лучшим вратарём среди сотен игроков. Шумахер порекомендовал Фойеру переехать в Европу для развития своих навыков, и он немедленно последовал его совету, позвонив домой и сообщив родителям о своём намерении переехать в Бельгию, которую его семья посещала много лет назад.

### Карьера игрока
Фойер переехал в Бельгию в 1988 году, где его юношеская команда из Лас-Вегаса ранее играла в юношеском турнире. Во время визита он остановился в местной бельгийской семье, и та связалась с соседом, который был связан с тренером резервной команды Гилбертом Марменхаутом из бельгийского клуба первого дивизиона «Брюгге». Его позвали пройти просмотр, на котором он произвёл достаточно хорошее впечатление, и ему предложили годичный контракт с командой клуба до 16 лет. «Брюгге» также организовал для него патронажную семью с местной женщиной, чтобы он жил поблизости и посещал бельгийскую школу, где он выучил нидерландский язык. Не имея возможности водить автомобиль из-за возраста, Фойер каждый день ездил на тренировки на велосипеде.
После девяти месяцев нахождения в юношеской команде он получил вызов в резервную команду, в которой из-за травм и болезней не хватало вратарей, и отправился во Францию для участия в турнире до 23 лет. Его выступления на турнире привели к тому, что по возвращении в Бельгию ему предложили профессиональный контракт с «Брюгге», и он был назначен третьим вратарем в старшей команде. В 1991 году он перешёл в клуб «Моленбек», также выступавший в бельгийском Первом дивизионе, на правах аренды из «Брюгге». Он сыграл 19 матчей в лиге за «Моленбек», и клуб сделал предложение «Брюгге» подписать Фойера на постоянной основе, но получил отказ.
Во время игры в «Моленбеке» Фойер был вызван в сборную США и дебютировал на международной арене, выйдя вместо Марка Додда на 71-й минуте товарищеского матча со сборной Марокко (3:1) в Касабланке 18 марта 1992 года. Он также был включён в состав сборной США до 23 лет на летние Олимпийские игры 1992 в качестве второго вратаря после Брэда Фриделя, но в соревнованиях не участвовал.
Вернувшись в «Брюгге», Фойер был разочарован отсутствием игрового времени и тем, что клуб не платил ему зарплату, но не смог добиться трансфера, так как «Брюгге» отказался освободить его от контракта. Однако он встретил Рика Дейвиса, генерального менеджера клуба «Лос-Анджелес Сальса», который обратился в ФИФА по поводу сложившейся ситуации и добился освобождения Фойера от контракта. Он вернулся в США и играл за «Сальсу» в сезоне 1993 в Американской профессиональной футбольной лиге, за которую провёл 17 матчей в регулярном чемпионате, четырежды оставив свои ворота в неприкосновенности. В течение сезона он пропустил семь матчей из-за перенесённой операции на колене в августе 1993 года, а затем вернулся к полуфинальному матчу плей-офф против «Ванкувер Эйти Сиксерс». В итоге клуб проиграл «Колорадо Фоксес» в чемпионском матче. «Сальсу» возглавлял Рилдо Менезес, который ранее тренировал его в юности, и бразилец назвал Фойера лучшим вратарём в США. В составе «Сальсы» он был признан лучшим вратарём сезона среди новичков и стал самым успешным вратарём лиги в сериях послематчевых пенальти.
Фойер перешёл в лондонский клуб «Вест Хэм Юнайтед» за нераскрытую сумму в сезоне 1994/95, став первым американским вратарём в истории английской Премьер-лиги. Он не сыграл ни одного официального матча за клуб, поскольку первым вратарём был Людек Миклошко. Вместо этого «Вест Хэм» 20 февраля 1995 года отдал Фойера в аренду клубу Второго дивизиона «Питерборо Юнайтед», за который в том сезоне он сыграл 16 матчей.
11 сентября 1995 года Фойер ещё раз отправился в аренду, на этот раз в клуб Первого дивизиона «Лутон Таун», первоначально на три месяца. Он дебютировал за клуб двумя днями позже против «Миллуолла» и выходил в стартовом составе 14 матчей подряд в лиге за «шляпников» вплоть до игры против «Транмир Роверс» 2 декабря 1995 года. 14 декабря он перешёл в «Лутон» на постоянной основе за сумму в 580 тыс. фунтов стерлингов. Его первая игра в качестве полноценного игрока «Лутона» состоялась 16 декабря 1995 года против «Портсмута». В общей сложности он сыграл 38 матчей в лиге за «Лутон» в сезоне 1995/96 и был назван игроком года в клубе.
Он утвердился как основной вратарь клуба, сыграв в 97 матчах лиги за «Лутон», пока не порвал мышцу правого плеча в матче против «Саутенд Юнайтед» в августе 1997 года, прервав серию из 90 матчей подряд. Во время травмы его заменил Келвин Дейвис, а после восстановления Фойер не смог вернуться в состав.
24 марта 1998 года высшая лига футбола США (MLS) подписала Фойера из «Лутон Таун» и направила его в клуб «Нью-Инглэнд Революшн» на замену Вальтеру Дзенге, решившему уйти из футбола. За «Революшн» он дебютировал 29 марта в матче стартового тура сезона 1998 против «Ди Си Юнайтед». Всего в сезоне 1998 он провёл 26 матчей и стал самым высоким игроком в истории MLS. В межсезонье Фойер вернулся в Англию, присоединившись на правах аренды к клубу Футбольной конференции «Рашден энд Даймондс». Клуб искал опытного вратаря после травм Марка Гейла и Марка Смита, и единственным доступным вратарём в клубе оставался игрок молодёжной команды Стив Корри. Он был рекомендован главному тренеру Брайану Тэлботу Терри Уэстли, который подписал Фойера во время своего руководства «Лутоном» в 1995 году. Он дебютировал за «алмазов» в матче против «Фарнборо Таун» 22 декабря 1998 года, а через четыре дня в матче против «Стивенидж Боро» впервые сохранил свои ворота в неприкосновенности в лиге. Однако во время матча со «Стивениджем» Фойер подхватил грипп и был вынужден пропустить следующий матч клуба против «Уокинга», после чего вернулся в стартовый состав на матч Кубка Англии против клуба Премьер-лиги «Лидс Юнайтед». Несмотря на то, что Фойер не мог есть в течение двух дней перед матчем, он решил играть и был признан лучшим игроком матча, отстояв на ноль, что помогло его клубу уйти на переигровку, которая в итоге была проиграна со счётом 3:1 13 января 1999 года. За время аренды он сыграл семь матчей во всех турнирах, и клуб предпринял попытку подписать Фойера на постоянной основе, но не смог позволить себе плату, которую MLS потребовала за его высвобождение.
Когда Фойер вернулся в «Нью-Инглэнд», 24 февраля 1999 года он был обменян в «Колорадо Рэпидз» на компенсацию в будущем, после того как Вальтер Зенга объявил о своём намерении вернуться в «Революшн» в качестве играющего тренера. По прибытии в «Колорадо» он сначала был резервным вратарём позади Маркуса Ханеманна. Однако, когда по ходу сезона Ханеманн ушёл в «Фулхэм», Фойер, дебютировав за «Рэпидз» 4 июля 1999 года в матче против «Коламбус Крю», защищал ворота клуба в последних 19 матчах сезона. 29 ноября 1999 года «Колорадо Рэпидз» объявил о решении не продлевать контракт с Фойером на сезон 2000.
В январе 2000 года Фойер подписал контракт с «Кардифф Сити» на месяц в качестве запасного кипера на подмену Джону Холлуорту, и не сыграл ни одного матча за клуб. Месяц спустя он перешёл в «Вест Хэм Юнайтед», так как главный тренер Харри Реднапп искал замену Шаке Хислопу, который получил перелом ноги. Его дебют состоялся через шесть лет после первоначального подписания контракта с клубом, когда он вышел на замену вместо травмированного канадского вратаря Крейга Форреста в матче Премьер-лиги против «Дерби Каунти» 15 апреля 2000 года, став самым высоким вратарём, игравшим в лиге. Он сыграл ещё два матча в лиге, после чего перешёл в клуб Первого дивизиона «Уимблдон» в конце сезона 1999/2000. Следующие два сезона он провёл в «Уимблдоне» в качестве дублёра Келвина Дейвиса. Клуб отдал его в аренду «Дерби Каунти» в сезоне 2001/02 после травмы основного вратаря «баранов» Марта Поома. Он был одним из нескольких игроков, отпущенных «Уимблдоном» в конце сезона 2001/02, так как клуб стремился сократить расходы из-за финансовых трудностей.
Фойер проходил просмотры в «Уиком Уондерерс» и «Лейтон Ориент», где он сыграл в трёх предсезонных матчах, и главный тренер Пол Браш предложил ему постоянный контракт. Однако он не ответил на предложение клуба, и 12 августа 2002 года Фойер подписал контракт с «Транмир Роверс» на неделю, когда их основной вратарь Кит Уэлч получил травму. Он пробыл там две недели, сыграв в матчах лиги против «Колчестер Юнайтед» и «Челтнем Таун», после чего ему предложили пройти просмотр в «Арсенале». Он провёл шесть недель в клубе из Северного Лондона, но переход был отменён его бывшим агентом, которого Фойер назвал «недовольным». Вместо этого Фойер отправился на просмотр в «Вулверхэмптон Уондерерс». Он присоединился к клубу на бесконтрактной основе в качестве подмены травмированному Майклу Оуксу в сентябре 2002 года, где он вышел на замену в двух матчах лиги. Менее чем через неделю «Кристал Пэлас» попытался подписать Фойера, когда Мэтт Кларк получил травму. Однако клуб не смог договориться с Фойером и отказался от сделки. После этого Фойер завершил игровую карьеру и вернулся в США, чтобы начать тренерскую карьеру.

### Карьера тренера
1 сентября 2007 году Фойер был назначен тренером вратарей «Лос-Анджелес Гэлакси» и оставался в этой должности до декабря 2013 года, когда его сменил Мэтт Рис.
В сентябре 2022 года Фойер вернулся в систему «Лос-Анджелес Гэлакси», заняв должности директора академии по вратарскому делу и тренера вратарей «Лос-Анджелес Гэлакси II».